# Giunta dell'Estremadura
La Giunta dell'Estremadura (in spagnolo: Junta de Extremadura) è l'organo collegiale di governo della comunità autonoma spagnola dell'Estremadura.

## Struttura
È diretta dal presidente dell'Estremadura. Il suo ramo legislativo è l'Assemblea unicamerale dell'Estremadura. Le funzioni esecutive sono svolte da sette ministeri (Consejerías).
Il Consiglio dell'Estremadura è composto dal Presidente, Vicepresidente o Vicepresidenti (se presenti) e ministri regionali. Ogni ministro è responsabile di un ministero ed è liberamente nominato e revocato dal Presidente, riferendo all'Assemblea.

## Funzione
In conformità con le linee guida generali del Presidente, il governo stabilisce la politica e dirige l'amministrazione della Regione Autonoma, esercitando i suoi poteri esecutivi e regolamentari ai sensi della Costituzione spagnola e dello Statuto dell'Estremadura. La sua sede è a Mérida, capitale dell'Estremadura, ai sensi dell'articolo 5 dello Statuto di Autonomia.

## Gabinetto attuale
L'attuale presidente della Giunta dell'Estremadura, María Guardiola Martín, è stato eletto nelle elezioni del 2023. L'attuale governo dell'Estremadura è composto qui come segue:
| Carica                                                 | Nome                            | Partito          |
| ------------------------------------------------------ | ------------------------------- | ---------------- |
| Presidente                                             | María Guardiola Martín          | Partito Popolare |
| Consigliere alla Presidenza, interni e dialogo sociale | Abel Bautista Morán             | Partito Popolare |
| Fisco e amministrazione pubblica                       | Elena Manzano Silva             | Partito Popolare |
| Agricoltura, allevamento e sviluppo sostenibile        | Mercedes Morán Álvarez          | Partito Popolare |
| Economia, occupazione e transizione digitale           | Guillermo Santamaría Galdón     | Partito Popolare |
| Salute e servizi sociali                               | Sara García Espada              | Partito Popolare |
| Cultura, turismo, giovani e sport                      | Victoria Bazaga Gazapo          | Partito Popolare |
| Istruzione, scienza e formazione professionale         | María Mercedes Vaquera Mosquero | Partito Popolare |
| Infrastrutture e trasporti                             | Manuel Martín Castizo           | Partito Popolare |
| Gestione forestale e aree rurali                       | Ignacio Higuera de Juan         | Vox              |